# Jean-Féry Rebel
Jean-Féry Rebel (París, 18 de abril de 1666 - París, 2 de enero de 1747) fue un notable violinista y compositor barroco francés.

## Vida
Jean-Féry Rebel nació en París el 18 de abril de 1666. Su padre Jean Rebel (1636-1692) fue cantante en la Capilla Real. Cuando tenía solo ocho años Jean-Baptiste Lully apreció su prodigioso talento para la música. Fue Lully quien enseñó al pequeño Rebel a tocar el violín, al tiempo que le formó en composición. Bajo los auspicios de este gran protector musical, la carrera de Jean Ferry fue fulgurante. En 1699 fue designado primer violín en la ópera y en 1705 entró a formar parte del grupo de los Veinticuatro violines del rey. De 1718 a 1727 Rebel compartió el puesto de compositor de cámara con su cuñado, Michel-Richard Delalande y en 1720 asumió el puesto de batteur de mesure o director en la Real Academia de Música. Tras una larga carrera, Jean-Féry Rebel murió el 2 de enero de 1747.
Su hijo fue el compositor y director de la Ópera de París François Rebel.

## Obra
Rebel publicó tres libros de sonatas y suites para violín, así como las siguientes obras:
- Ulysse, tragédie lyrique (1703). Esta es su única tragedia lírica, que fue estrenada en 1703 pero no gozó del éxito que su ampliamente apreciada música de ballet.
- Receuils d’airs sérieux et à boire, unas 30 arias para voz (1695-1708)
- Libro de 12 sonatas en 2 o 3 partes (compuestas en 1695, publicadas en París en 1712) (incluye Le tombeau de M. de Lully, en hommage à son maître).
- Libro de 12 sonatas para violín solo mezcladas con récits para viola (1713)
- Arreglo de Lecciones de tinieblas (Leçons de ténébres), compuesto en colaboración con Delalande, que no ha llegado a nuestros días.

### Ballets
- Caprice, ballet-pantomime o ballet d'action (1711). El ballet pantomima (ballet-pantomime) o ballet de acción (ballet d’action) fue un nuevo tipo de espectáculo de danza que surgió en torno a 1720, en un tiempo en que la ópera cómica y la tragedia lírica dominaban la escena musical francesa. Este nuevo espectáculo teatral era totalmente distinto de las formas musicales antes mencionadas, se basaba únicamente en el gesto y la danza para narrar una historia y transmitir emociones. Este ballet se estructura en dos movimientos, que curiosamente no llevan nombres de danzas: Gravement y Vivement. El primer movimiento se divide en dos secciones. La primera se caracteriza por escalas descendentes tratadas en imitación; el segundo emplea escalas ascendentes en notas largas. En el segundo movimiento de la obra se alternan enérgicas secciones homorrítmicas con pasajes dominados por ensordecedores trémolos en doble cuerda ejecutados por los primeros violines. La obra fue interpretada por Françoise Prévost, prima ballerina de la ópera de París desde 1705, admirada por su excepcional técnica y expresividad.

- Les caractères de la danse (Los caracteres de la danza) (1715). Comienza con un inspirado Preludio, tras el que se encandena una suite ininterrumpida de movimientos de danza concentrados, incluyendo los más populares en el momento. Curiosamente, Rebel inserta una sonata entre la Gavota y la Loure. La obra finaliza con otra sonata. Ambas sonatas, que contienen fragmentos virtuosistas, están escritas en estilo italiano. La inspirada interpretación de la obra por parte de Françoise Prévost contribuyó notablemente al inmenso éxito del ballet. Incluso hubo lugar a múltiples reposiciones y fue ampliamente representada por dos de las estudiantes con más talento de Françoise Prévost: Marie Sallé y Marie Anne Cupis de Camargo.

- La Terpsichore (1720). Fue creado en honor a Terpsícore, la musa de la danza. Rebel dedicó la obra a la esposa de John Law, un financiero escocés que ostentaba el puesto de Auditor General de Finanzas (Surintendant de Finances). La obra se abre con un agitado tutti, titulado descriptivamente como Bruit (Ruido). Este movimiento da paso a una sección no muy diferente del movimiento rápido de un concierto que continúa en cambio con dos sicilianas compuestas bajo la forma de un rondeau. El ballet concluye con una giga (una danza de origen inglés) titulada Langloise, haciendo una galante alusión a la dedicatoria. Los últimos movimientos de la obra están escritos en el estilo del concierto grosso. En la partitura Rebel afrancesa los términos italianos sustituyendo «tutti» por «tous» y «concertino» por «petit choeur».

- Fantaisie (1729). El movimiento introductorio, Grave, da paso a una inusualmente larga Chacona. Dos variaciones contienen diversos compases para trompeta que imprimen un toque marcial y remarcan un episodio central de bucólica fascinación donde la flauta toma protagonismo. Tras una elegante Loure y un rítmico Tambourin, en el que se emplean flautas traveseras y piccolos, además de cuerdas, el ballet concluye con una segunda Chacona que recupera elementos presentados al comienzo.

- Les plaisirs champêtre (Los placeres campestres) (1734). Las danzas que componen este ballet están inspiradas en el bucólico universo del mundo pastoril, a excepción de la majestuosa Chacona central. Las cálidas sonoridades de oboes, fagotes y flautas se combinan con las cuerdas a lo largo de toda la obra. Al igual que ocurre con Fantaisie, pocos detalles se conocen sobre las condiciones en que fue interpretada esta obra.

- Les élémens (Los elementos) (1737). Rebel tenía más de setenta años cuando compuso esta última obra. Comienza con una de las piezas más impactantes del repertorio barroco: El Caos (Le Chaos). Consciente de la audacia de la obra, Rebel detalla la inspiración y pautas compositivas subyacentes en la partitura impresa (dedicada al Príncipe de Carignano). El Caos es "la confusión que reinaba entre los elementos antes del momento en que, sujetos a leyes inmutables, tomaron sus lugares adecuados en el orden de la Naturaleza". Para representar musicalmente el Caos: "Me atreví a describir el vínculo entre la idea de la confusión de los elementos y la confusión en la armonía. Me aventuré a hacer escuchar primero todos los sonidos juntos o más bien, todas las notas de la octava unidas en un único sonido". Así nació el primer clúster tonal (acorde musical compuesto de semitonos cromáticos consecutivos distintos) de la música clásica occidental. El tema del caos se repite siete veces a lo largo del movimiento y cada vez que aparece la lucha entre los elementos va disminuyendo en intensidad. El Caos concluye en una perfecta consonancia de octava. Cada elemento es representado mediante una idea musical: la tierra por confusas notas graves, el agua por ascendentes y descendentes cascadas de la flauta, el aire por largas notas sostenidas de piccolos que concluyen en trinos y el fuego por intensos pasajes de violín. Esta obra ejemplifica el ideal estético de la música barroca que reside en el núcleo de todas las artes del período: la perfecta imitación de la naturaleza.